# 인공지능의 개요
다음 개요는 인공지능의 전반적 개요를 제공한다.
인공지능(Artificial intelligence, AI)이라 함은 기계나 소프트웨어에 의해 표출되는 지능이다. 지능적 행위를 할 수 있는 컴퓨터와 컴퓨터 소프트웨어를 만드는 방법을 연구하는 자연 계열의 이름이기도 하다.

## 인공지능의 유형
- 지능 형태
  - 합성 지능 - 가짜가 아닌, 시뮬레이트되지 않은, 인간이 만든 실질적인 지능
- 테크놀로지 유형
  - 컴퓨팅 유형
    - 일부 지능적 기능을 하는 컴퓨터 시스템

  - 이머징 기술
- 분야:
  - 학문
  - 과학의 분기
    - 응용과학의 분기
      - 컴퓨터 과학의 분기

## 인공지능의 종류
- 약한 AI(weak AI, 좁은 AI/narrow AI) – 지각이 없는 기계 지능. 일반적으로 폭이 좁은 업무에 초점을 둠.(좁은 AI/narrow AI)
- 강한 AI / 인공 일반 지능(strong AI, artificial general intelligence, AGI) – (가설적) 하나의 특정한 문제가 아닌 모든 문제에 지능을 적용할 수 있는 기계로서 일반적으로 "적어도 일반인만큼 똑똑한"을 의미한다. 추후의 잠재적 생성은 기술적 특이점으로 거론되며 세계재앙위험을 구성한다.
- 초지능 – (Superintelligence, 가설적) 가장 밝고 가장 재능이 많은 인심을 초월하는 인공지능. 반복적인 자가 개선으로 인해 초지능은 인공 일반 지능 만들기의 빠른 산출물이 될 것으로 예견된다.

## 인공지능의 분기

### 접근에 따라
- 심볼릭 AI(Symbolic AI) –

디지털 컴퓨터가 1950년대 중순에 가능해졌을 때 AI 연구는 인간지능이 기호 처리(symbolic manipulation)로 감소될 가능성을 탐구하기 시작했다.
- 해석적 AI(Interpretational AI) - 단어 등의 입력을 사용하여 자연어 내에서 기술하기 위해 사용되는 단어인 사물의 추상적 표현을 식별한다.(꼭 사물이 아니더라도 특징이나 행위도 포함)
  - GOFAI(Good Old Fashioned AI) –
- 인공지능 –
  - 초기 사이버네틱스와 뇌 시뮬레이션 –
  - 행위 기반 AI –
    - 포섭 아키텍처(Subsumption architecture) –

  - 누벨 AI(Nouvelle AI) –
  - 소프트 컴퓨팅 –
    - 계산적 창의(Computational creativity) –
    - 기계 학습
      - 신경망(Neural network) –
        - 하이브리드 신경망 –
        - 순환 신경망 –
        - 퍼셉트론

      - 서포트 벡터 머신(SVM)

    - 퍼지 시스템 –
    - 진화 연산:
      - 진화 알고리즘 –
        - 유전 알고리즘 –
        - Differential evolution

      - 메타휴리스틱과 떼 지능
        - 개미 집단 최적화(Ant colony optimization)
        - 입자 집단 최적화(Particle swarm optimization)

      - BELBIC(Brain Emotional Learning Based Intelligent Controller) –

    - 확률 방식:
      - 베이즈 네트워크
      - 은닉 마르코프 모형
      - 칼만 필터

    - 혼돈 이론
- 통계 AI(Statistical AI) –

### 애플리케이션에 따라
인공지능의 애플리케이션 –
- 인공적 창의(Artificial Creativity) –
- 인공생명 –
- 자동화 계획 및 스케줄링 –
- 자동화된 추론 –
- 자동화 –
- 자동 표적 인식(Automatic target recognition) –
- 생체 모방 컴퓨팅(Biologically inspired computing) –
- 컴퓨터 오디션(Computer Audition) –
  - 음성 인식 –
  - 화자 인식 –
- 컴퓨터 비전(개요) –
  - 디지털 화상 처리 –
  - 인텔리전트 단어 인식(Intelligent word recognition) –
  - 물체 인식(Object recognition) –
  - 광학 마크 인식 –
    - 필기 인식 –
    - 광학 문자 인식 –
      - 자동 번호판 인식(Automatic number plate recognition) –

  - 안면 인식 –
    - 침묵의 언어 인터페이스(Silent speech interface) –
- 진단 (인공지능) –
- 전문가 시스템 –
  - 의사결정 지원 시스템 –
    - 임상 의사결정 지원 시스템 –
- 게임 인공지능 –
  - 비디오 게임 봇 –
  - 인공지능 AI –
    - 컴퓨터 체스 –
    - 컴퓨터 바둑 –

  - 제너럴 게임 플레잉(General game playing, GGP) –
  - 제너럴 비디오 게임 플레잉(General video game playing) –
  - 게임 이론 –
- 하이브리드 지능형 시스템 –
- 지능형 에이전트 –
  - 에이전트 구조(Agent architecture) –
    - 인지적 구조(Cognitive architecture) –
- 인텔리전트 컨트롤(Intelligent control) –
- 지식 경영 –
  - 콘셉트 마이닝 –
    - 데이터 마이닝 –
    - 텍스트 마이닝 –
    - 프로세스 마이닝 –

  - 이메일 스팸 필터링 –
  - 정보 추출 –
    - 행동 인식(Activity recognition) –
    - 이미지 검색(Image retrieval) –
      - 자동 이미지 주석(Automatic image annotation) –

    - 개체명 추출(Named-entity extraction) –
      - 대용어 해소(Coreference resolution) –
      - 개체명 인식 –
      - 관계 추출 –
      - 용어 추출 –

  - 지식 표현 –
  - 시맨틱 웹 –
- 기계 학습 –
  - Constrained Conditional Model(CCM) –
  - 딥 러닝 –
  - 신경 모델링 분야(Neural modeling field) –
- 자연어 처리 (개요) –
  - 챗봇 –
  - 언어 인식 –
  - 자연어 사용자 인터페이스 –
  - 자연어 이해 –
  - 기계 번역 –
    - 통계적 의미론(Statistical semantics) –

  - 질의 응답 –
  - 의미 중심 번역(Semantic translation) –
- 비선형 제어이론 –
- 패턴 인식 –
  - 광학 문자 인식 –
  - 필기 인식 –
  - 음성 인식 –
  - 안면 인식 –
- 로봇공학 –
  - 행위 기반 로봇공학 –
  - 인식 –
  - 사이버네틱스 –
  - 발달 로봇공학(Developmental robotics) –
  - 후성적 로봇공학(Epigenetic robotics) –
  - 진화 로봇공학(Evolutionary robotics) –
- Speech generating device –
- 전략적 기획(Strategic planning) –
- 차량 인프라 통합(Vehicle infrastructure integration) –
- 버추얼 인텔리전스(Virtual Intelligence) –
- 가상현실 –

## 차기 AI 디자인 요소
- 행동 선택(Action selection) –
- 감성 컴퓨팅 –
- AI 상자(AI box) –
- AI-완전 –
- 알고리즘 확률(Algorithmic probability) –
- 인고지능 시스템 통합(Artificial intelligence systems integration) –
- 자동화된 추론 –
- 자율 컴퓨팅 –
- 자율 네트워킹(Autonomic Networking) –
- 후방 추론 –
- 베이즈 네트워크 –
- 생체 모방 컴퓨팅(:en:Bio-inspired computing) –
  - 인공면역체계(Artificial immune system) –
- 블랙보드 시스템 –
- 챗봇 –
- 콤보스 메소드(Combs method) –
- 상식적 추론(Commonsense reasoning) –
- 계산 유머(Computational humor) –
- 컴퓨터를 이용한 증명 –
- 개념 의존 이론(Conceptual dependency theory) –
- 다윈 머신 –
- 서술논리(Description logic) –
- 사고범위 문제 –
- 게임 이론 –
- Grammar systems theory –
- 인포매틱스 –
- 인텔리전트 컨트롤 –
- 키넥트 –
- LIDA –
- 수단-목표 분석(Means-ends analysis) –
- 모라벡의 역설(Moravec's paradox) –
- 음악과 인공지능 –
- Ordered weighted averaging aggregation operator –
- PEAS – Performance, Environment, Actuators, Sensors
- 퍼셉트(Percept) –
- 지각 컴퓨팅(Perceptual Computing) –
- 규칙 기반 시스템(Rule-based system) –
- 셀프 매니지먼트 –
- 소프트 컴퓨팅 –
- 소프트웨어 에이전트 –
  - 지능형 에이전트 / 합리적 에이전트(Rational agent) –
    - 자동화 에이전트(Autonomous agent) –
    - 자동화 계획 및 스케줄링
    - 제어 시스템
      - 계층적 제어 시스템
      - 네트워크 제어 시스템(Networked control system)

    - 분산 인공지능(Distributed artificial intelligence) –
    - 멀티 에이전트 시스템 –
    - 모니터링 및 감시 에이전트(Monitoring and Surveillance Agents)

  - 체화된 행위자(Embodied agent) –
  - Situated AI
- 서스만 이상(Sussman anomaly) –
- 웻웨어 –

## AI 프로젝트
인공지능 프로젝트 목록
- 인공수학자(Automated Mathematician, 1977) –
- Allen(로봇의 하나, 1980년대 말) –
- 오픈 마인드 커먼 센스(Open Mind Common Sense, 1999 - ) –
- 마인드픽셀(Mindpixel, 2000–2005) –
- CALO(Cognitive Assistant that Learns and Organizes, 2003–2008) –
- 블루 브레인 프로젝트(2005–현재) – 포유류 동물을 분자 수준으로까지 역공학함으로써 합성뇌를 만드는 시도.
- 딥마인드 (2011) –
- 휴먼 브레인 프로젝트(Human Brain Project, 2013–현재) –
- IBM 왓슨 그룹 (2014–현재) – 왓슨 위주로 만들어진 사업체

## 같이 보기
- 인공지능
- 인공지능 용어
- 이머징 기술 목록

### 참고 자료
- Berglas, Anthony (January 2012) [first archived 2008]. “Artificial Intelligence will Kill our Grandchildren”. Draft 9. 2014년 7월 23일에 원본 문서에서 보존된 문서. 2014년 11월 2일에 확인함.

## 추가 문헌
- Artificial Intelligence: Where Do We Go From Here? 보관됨 2019-05-22 - 웨이백 머신